# Coutarnoux
Coutarnoux là một xã của Pháp,tọa lạc ở tỉnh Yonne trong vùng Bourgogne. Coutarnoux nằm trong thung lũng sông Serein, cách thủ phủ L'Isle-sur-Serein 4 km. 
Dân ở đây tiếng Pháp gọi là les Arnulphiens.

## Hành chính
| Danh sách các thị trưởng               |           |                     |      |         |
| Giai đoạn                              | Giai đoạn | Tên                 | Đảng | Tư cách |
| mars 2003                              | 2014      | Pierre-Charles Capo | UMP  |         |
| Tất cả các dữ liệu trước đây không rõ. |           |                     |      |         |

## Biến động dân số
| 1793 | 1800 | 1806 | 1821 | 1831 | 1836 | 1841 | 1846 | 1851 |
| ---- | ---- | ---- | ---- | ---- | ---- | ---- | ---- | ---- |
| 361  | 369  | 353  | 307  | 395  | 409  | 421  | 363  | 354  |

| 1856 | 1861 | 1866 | 1872 | 1876 | 1881 | 1886 | 1891 | 1896 |
| ---- | ---- | ---- | ---- | ---- | ---- | ---- | ---- | ---- |
| 312  | 319  | 312  | 321  | 315  | 300  | 277  | 272  | 220  |

| 1901 | 1906 | 1911 | 1921 | 1926 | 1931 | 1936 | 1946 | 1954 |
| ---- | ---- | ---- | ---- | ---- | ---- | ---- | ---- | ---- |
| 230  | 221  | 199  | 173  | 156  | 153  | 137  | 133  | 139  |

| 1962                                         | 1968 | 1975 | 1982 | 1990 | 1999 | - | - | - |
| -------------------------------------------- | ---- | ---- | ---- | ---- | ---- | - | - | - |
| 108                                          | 110  | 91   | 85   | 99   | 98   | - | - | - |
| Số liệu kể từ 1962 : dân số không tính trùng |      |      |      |      |      |   |   |   |